# YG Family
YG Family là một nhóm nhạc dự án của YG Entertainment. Nhóm được tạo thành từ các nghệ sĩ hiện tại thuộc YG và chính thức ra mắt vào năm 1999 với album, Famillenium.

## Discography

### Albums
- Famillenium (1999)
- Y.G. Best of Album (1999)
- Why Be Normal? (2002)
- Color of the Soul Train Live Concert (2003)
- YG 10th (2006)
- 2011 YG Family Concert (2012)
- 2014 YG Family Concert in Seoul (2014)